# Cyclophora foliata
Cyclophora foliata là một loài bướm đêm trong họ Geometridae.